# Chaupadi
Chaupadi é uma tradição social na parte ocidental do Nepal para as mulheres hindus, que proíbe uma mulher de participar de atividades normais da família durante a menstruação porque elas são consideradas impuras . As mulheres são mantidas fora da casa e tem que viver em um abrigo. Isso dura entre 10-11 dias, quando uma adolescente tem seu primeiro período; depois disso , a duração é de entre quatro e sete dias de cada mês. Parir também resulta num confinamento de 10-11 dias .
Durante este tempo, as mulheres são proibidas de tocar homens ou até mesmo entrar no pátio de suas próprias casas. Elas estão impedidas de consumir leite, iogurte, manteiga, carne e outros alimentos nutritivos, por medo de estragar para sempre esses bens. As mulheres devem sobreviver com uma dieta de alimentos secos , sal e arroz. Eles não podem usar cobertores quentes e é permitido apenas um pequeno tapete, mais comumente feito de juta. Elas também estão impedidas de ir à escola ou desempenhar suas funções diárias, como tomar banho, sendo forçadas a ficar nas condições do abrigo, enfrentando perigos mortais como hipotermia, desnutrição, animais peçonhentos e até mesmo abusos.
Este sistema vem da superstição de impureza durante o período de menstruação. Nessa lógica supersticiosa, se uma mulher menstruada toca uma árvore, ela nunca mais vai dar frutos; se ela consome leite ou derivados, a vaca não vai dar mais leite; se ela lê um livro sobre Saraswati, a deusa da educação, ela vai ficar com raiva. Se ela toca um homem, ele vai ficar doente.
A Chaupadi foi proibida pela Corte Suprema do Nepal em 2005, mas a tradição persiste.